# Diepe slaap
Diepe slaap vormt de derde fase van de non-remslaap, en wordt gezien als het stadium in de slaap waarbij zowel vanuit fysiek als geestelijk oogpunt het meeste herstel plaatsvindt. Diepe slaap komt bij onder andere de mens met name voor in de eerste uren van de nacht.

## Geschiedenis
Tot 2008 werd er onderscheid gemaakt tussen slaapfase 3 en slaapfase 4, gebaseerd op het aandeel van de deltagolven. In slaapfase 3 maakten deltagolven 20% tot 50% van de hersengolven uit, terwijl meer dan 50% van de hersengolven in slaapfase 4 deltagolven waren. Vanaf 2008 worden slaapfases 3 en 4 als één beschouwd. Wanneer een tijdvak (30 seconden slaap) voor meer dan 20% uit deltagolven bestaat, spreekt men van diepe slaap.

## Kenmerken
Diepe slaap wordt ook wel trage-golf-slaap genoemd, omdat de activiteit op de EEG bestaat uit gelijklopende, trage golven met een frequentie van minder dan 1 Hz en met relatief hoge amplitude.
Het eerste deel van de golf is een periode waarin de zenuwcellen in de neocortex stil zijn en kunnen rusten. Het tweede deel is een periode waarin de cellen korte tijd snel vuren. Tijdens diepe slaap is de spierspanning hoger dan tijdens remslaap. De ogen bewegen niet of nauwelijks.

## Functies
Diepe slaap wordt als belangrijk beschouwd omdat in deze fase lichaamsweefsel wordt hersteld en opnieuw aangroeit, botten en spieren worden opgebouwd en het immuunsysteem wordt versterkt. Ook is het belangrijk voor het consolideren van herinneringen. Dit wordt onder andere bewezen door het gegeven dat mensen die lijden aan slapeloosheid slechter presteren op geheugentaken dan gezonde mensen. Daarnaast versterkt diepe slaap het declaratieve geheugen, dat zowel het episodische als het semantische geheugen bevat.
De belangrijkste functie van diepe slaap is het laten rusten van de hersenen, zo blijkt uit onderzoek bij mensen met slaapgebrek. Het glucosemetabolisme in de hersenen stijgt wanneer taken die veel mentale activiteit vergen worden uitgevoerd. Daarnaast wordt het groeihormoon vooral afgegeven tijdens de diepe slaap. Ook denkt men dat de activiteit van het orthosympathische zenuwstelsel afneemt, terwijl die van het parasympathisch zenuwstelsel toeneemt.

De eerste stadia van de slaap worden meestal gezien als essentieel, en zoals al eerder aangegeven komt de diepe slaap in dat deel van de slaap in verhouding het meest voor. De remslaap (ook wel 'droomslaap' genoemd) komt juist relatief vaker voor in de latere uren van de slaap.

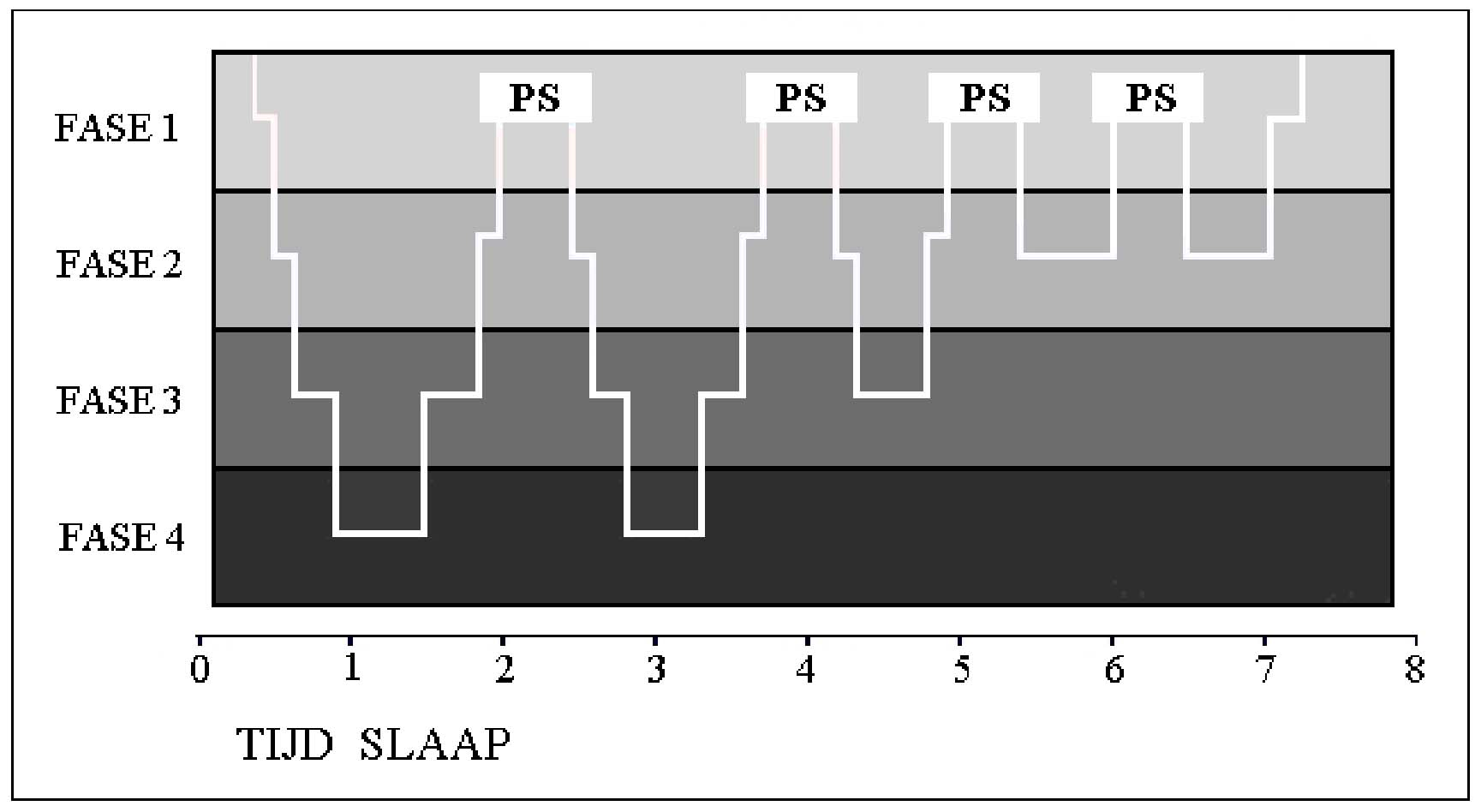
Grafiek van een typische slaapcyclus: Fase 2-4 non-remslaap (waaronder diepe slaap), PS= paradoxale slaap of remslaap.

Na een korte of verstoorde nachtrust zal men automatisch dieper slapen (als dat kan). Deze diepe slaap is het belangrijkst om goed uitgerust wakker te worden.